# Lelčík černý
Lelčík černý (Aegotheles savesi) je kriticky ohrožený noční druh ptáka z čeledi lelčíkovití, který se endemicky vyskytuje v Nové Kaledonii. Je znám pouze ze dvou exemplářů (první byl uloven v roce 1880 v obci Païta a druhý byl objeven v roce 1915 v italském muzeu.) a několika pozorování, z nichž poslední je hlášeno z roku 1998. Odhaduje se, že v přírodě přežívá méně než 50 jedinců a jeho populace se stále zmenšuje.

## Popis
Se svou délkou 28 cm je lelčík černý větší než všichni ostatní žijící zástupci čeledi lelčíkovitých. Má černé a šedohnědé peří se slabými nepravidelnými linkami, krátká zaoblená křídla a dlouhý, mírně zaoblený ocas. Jeho dlouhé nohy naznačují, že se možná jedná o převážně pozemního ptáka.

## Taxonomie
Lelčík černý se řadí do rodu Aegotheles, který spolu s vyhynulým monotypickým rodem Quipollornis tvoří čeleď lelčíkovitých, která se řadí do samostatného řádu lelčíkové. Tento druh se jako první oddělil od vývojové linie svého rodu a dále se vyvíjel v odloučení na ostrovech Nové Kaledonie.

## Ekologie a způsob života
Chování tohoto druhu je velmi málo prozkoumáno. Vyskytuje se v savanách s rostoucími kajeputy a ve vlhkých lesích. Naposledy byl v roce 1998 pozorován, jak za soumraku loví hmyz v lese u řeky. Nikdy nebylo nalezeno žádné jeho hnízdo, ale ostatní druhy lelčíků si staví hnízda ve stromových dutinách a živí se hmyzem a jinými drobnými živočichy.

## Ohrožení a ochrana
V Červeném seznamu ohrožených druhů IUCN je uveden jako kriticky ohrožený. Nejsou žádné informace o tom, co pro lelčíka černého představuje největší hrozbu, je však pravděpodobné, že je populace decimována introdukovanými krysami a kočkami, a možná i ztrácí své přirozené prostředí v důsledku požárů a těžby dřeva.
Kvůli nedostatku informací je ochrana lelčíka černého v Nové Kaledonii velmi složitá. K jeho záchraně je potřeba provézt další výzkum, rozšířit povědomí o tomto druhu mezi místními obyvateli a zredukovat zdejší populaci krys.